# Dave Henderson
David McKinley Henderson, detto Dave (Henderson, 21 luglio 1964), è un ex cestista e allenatore di pallacanestro statunitense, professionista nella NBA e in Europa.

## Carriera
È stato selezionato dai Washington Bullets al terzo giro del Draft NBA 1986 (58ª scelta assoluta).

## Palmarès

### Individuale
- All-WBL Team (1989)
- Ligat ha'Al MVP: 1

Hapoel Tel Aviv: 1990-91